# Cabanes d'esclaves de Witte Pan et Oranje Pan
Les cabanes d'esclaves de Witte Pan et Oranje Pan sont des cabanes ou huttes pour esclaves situées au sud de Kralendijk, à Bonaire.

## Historique
Construites en 1850, à l’époque de l’esclavage, elles servaient de lieu d'habitation, de dortoir et d’endroit pour ranger les affaires personnelles des esclaves travaillant dans les étangs salés Witte Pan et Oranje Pan pour la collecte et l'expédition du sel, l’un des plus importants produits d’exportation de Bonaire. Chaque vendredi après-midi, les esclaves marchaient pendant sept heures à Rincon pour passer le week-end avec leurs familles et revenaient chaque dimanche.
L'esclavage fut aboli en 1863 aux Antilles néerlandaises. 758 personnes retrouvèrent la liberté.
Il y a actuellement deux ensembles de ces maisons qui sont préservés :
- White Slave, à proximité du site de Witte Pan : 12° 03′ 28″ N, 68° 16′ 51″ O
- Red Slave, à proximité du site de Oranje Pan : 12° 01′ 36″ N, 68° 15′ 04″ O

Les dénominations Red et White se référent à la couleur des poteaux, orange, bleu, blanc ou rouge, qui permettaient aux bateaux d'identifier depuis la côte les sites de chargement du sel à l'époque.

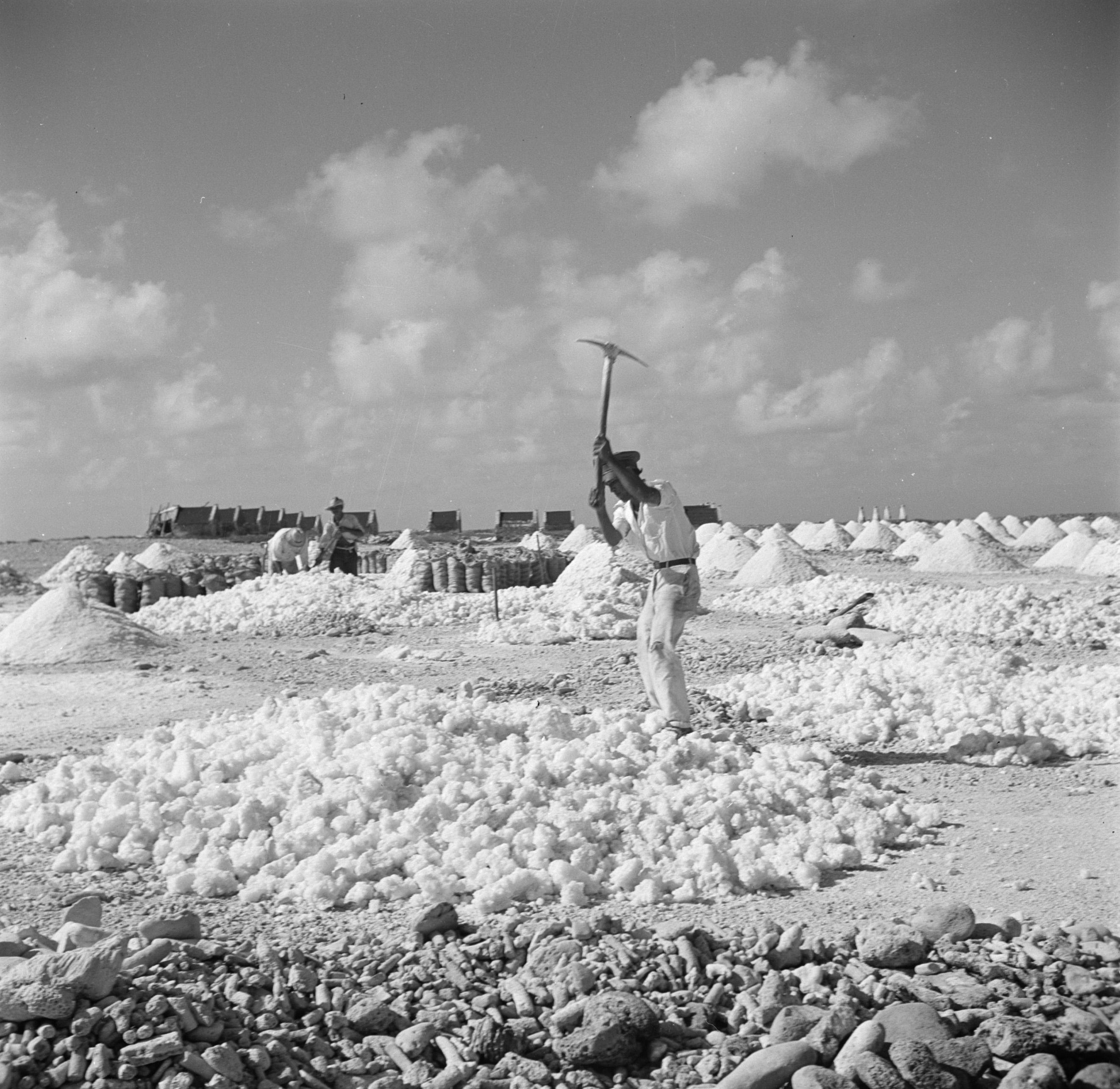
Journaliers au travail en 1947 sur Oranje Pan.
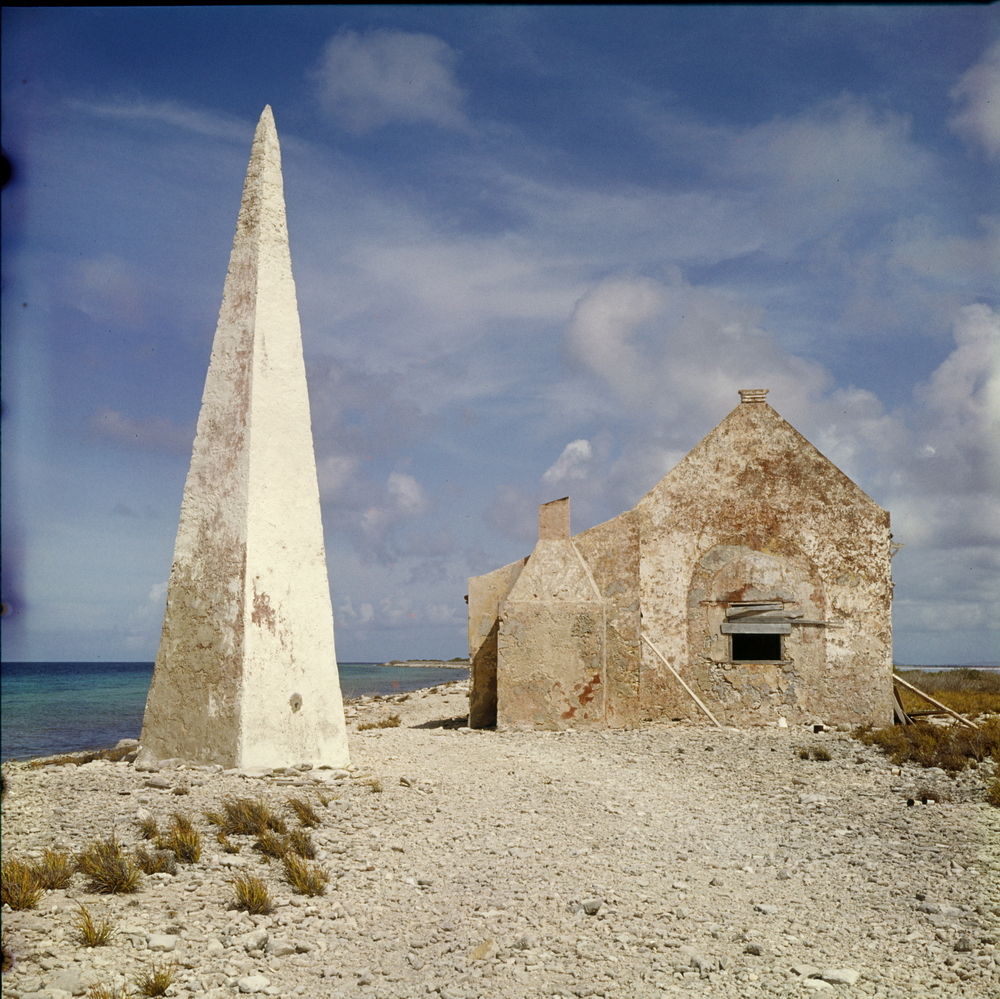
Obélisque blanc de White Slave.